# Violinkonzerte (Bach)
Unter Johann Sebastian Bachs Namen sind zwei Konzerte für Violine, Streicher und Continuo überliefert sowie ein Doppelkonzert für zwei Violinen (ebenfalls mit Streichern und Continuo). Sie tragen die Nummern BWV 1041 bis 1043. Möglicherweise schrieb Bach die Konzerte für Johann Georg Pisendel oder Jean-Baptiste Volumier in Dresden – vielleicht auch für sich selbst – sein Sohn Carl Philipp Emanuel schrieb in seinem Nachruf, sein Vater habe bis ins hohe Alter die Violine „rein und durchdringend“ gespielt.

## Entstehung
Die Konzerte sind unabhängig voneinander überliefert; ihre genaue Entstehungszeit ist unbekannt. Bach begann etwa 1713, sich mit den Konzerten Antonio Vivaldis auseinanderzusetzen, wobei er zunächst mehrere davon für Cembalo solo oder Orgel bearbeitete. Anschließend oder schon gleichzeitig dürfte er mit der Konzeption eigener Konzerte begonnen haben. Bei Bachs Vorbildern folgen die Ecksätze noch einem etwas starren Aufbau, bei dem die Ritornelle den Satzaufbau gliedern und das Erreichen neuer Tonarten markieren und dazwischenliegende begleitete Solopassagen der Modulation in andere Tonarten dienen. Bach erreichte demgegenüber eine engere Verzahnung und Integration der Formabschnitte durch einen differenzierteren und variierenden Umgang mit den Rollen des Solisten und des Orchesters.
Die in dieser Form erhaltenen Violinkonzerte wirken gegenüber den bekannteren Brandenburgischen Konzerten (vielleicht mit Ausnahme des vierten) stilistisch wesentlich weiter entwickelt, was besonders in den umfangreichen langsamen Sätzen deutlich wird. Sie dürften deutlich später als die Brandenburgischen Konzerte entstanden sein, entgegen früherer Vermutung möglicherweise erst in Leipzig.
Allgemein erhält in Bachs Orchestersatz die erste Violine oft die Möglichkeit, sowohl mit dem als auch ohne den ausdrücklichen Vermerk solo mit kleinen Soli in den Vordergrund zu treten. In Sätzen mit mehreren Soloinstrumenten vermittelt sie häufig zwischen diesen und dem Orchester. So haben in Bachs Kantaten und Orchestersuiten viele Passagen und manchmal ganze Sätze latente Züge eines Violinkonzerts; umgekehrt überrascht die gleichberechtigte Eingliederung der Solovioline in den Orchestersatz.
Unabhängig von der Entstehungszeit gilt als sicher, dass Bach diese Konzerte fertiggestellt hatte, als er 1730 in Leipzig die Leitung des Collegium musicum übernahm. Für Aufführungen in diesem Rahmen arbeitete er viele seiner Konzerte zu Cembalokonzerten um; wegen der Tonumfänge der Instrumente transponierte er die Violinkonzerte dabei meist um einen Ganzton nach unten.

## Wirkung
Bis heute zählen Bachs Violinkonzerte zum beliebten Programmbestandteil vieler Violinisten, an die in den Stücken große spieltechnische Ansprüche gestellt werden. Dennoch halten viele Musikwissenschaftler die Cembaloversionen für die von Bach gewollten Endfassungen, da Bach bei der Umarbeitung viele Details verbesserte und nebenbei mit der Abschaffung des Basso continuo einen musikgeschichtlich wichtigen Schritt machte.

## Erhaltene Violinkonzerte

### Violinkonzert a-Moll BWV 1041
Das Werk erschien erstmals 1854 im Leipziger Verlag C. F. Peters im Rahmen der „Oeuvres complets“, herausgegeben von Siegfried Wilhelm Dehn und Ferdinand August Roitzsch.
Sätze
- 2/4 a-Moll
- Andante c C-Dur
- Allegro assai 9/8 a-Moll

Bach arbeitete es später um zum Cembalokonzert g-Moll, BWV 1058.

### Violinkonzert E-Dur BWV 1042
Sätze
- Allegro ¢ E-Dur
- Adagio 3/4 cis-Moll
- Allegro assai 3/8 E-Dur

Das Werk ist nur in einer Abschrift aus dem Jahr 1760 überliefert sowie in Bachs Fassung als Cembalokonzert D-Dur, BWV 1054.

### Doppelkonzert für zwei Violinen d-Moll BWV 1043
Sätze
- Vivace c d-Moll
- Largo ma non tanto 12/8 F-Dur
- Allegro 3/4 d-Moll

Dieses Doppelkonzert ist möglicherweise das bekannteste Werk der Gruppe. Bach arbeitete es später für zwei Cembali um, als Konzert c-Moll, BWV 1062. Der erste Satz exponiert im Tutti eine Fuge und führt in den Soli ein gegensätzliches Thema ein. Der zweite Satz beginnt als Siciliano, entwickelt aber immer wieder dramatische Höhepunkte. Das Thema des Schlusssatzes besteht aus einem enggeführten Kanon der beiden Violinen und erinnert in seiner Dramatik an Vivaldis Unwetterdarstellungen – möglicherweise verwendete Bach ein Werk Vivaldis als Modell.
Erhaltene autographe Stimmen der beiden Soloinstrumente werden heute auf 1730/31, also in Bachs Leipziger Zeit, datiert; es wird meist davon ausgegangen, dass das Konzert auch in dieser Zeit entstanden ist. Da aber der gesamte Satz grundsätzlich dreistimmig angelegt ist und die Orchesterinstrumente keine wirklich obligaten Partien haben, nimmt man eine zugrunde liegende Fassung als Triosonate für zwei Violinen und Continuo an; diese könnte aus stilistischen Gründen um 1719 entstanden sein, also zu Beginn von Bachs Köthener Zeit.

## Rekonstruktionen
Daraus, dass Bach die überlieferten Violinkonzerte offensichtlich später zu Cembalokonzerten umarbeitete, schließt die Musikwissenschaft, dass auch andere Cembalokonzerte aus originalen Violinkonzerten entstanden sind, deren Urfassungen verlorengegangen sind. Daher wurden aus vorhandenen Konzerten einige zugrunde liegende Originale rekonstruiert:

### Konzert für Violine und Orchester d-Moll
(Rekonstruktion nach dem Cembalokonzert d-Moll, BWV 1052.)

### Konzert für Violine und Orchester g-Moll
(Rekonstruktion nach dem Cembalokonzert f-Moll, BWV 1056.)

### Doppelkonzert für Violine, Oboe und Orchester
(Rekonstruktion nach dem Konzert für zwei Cembali c-Moll, BWV 1060.)

### Konzert für drei Violinen D-Dur
(Rekonstruktion nach dem Konzert für drei Cembali BWV 1064.) Dieses Werk dürfte zunächst als ein Konzert für drei Violinen und obligates Violoncello mit Continuo (also ohne Orchester) entstanden sein; möglicherweise handelt es sich um eine der frühesten Kompositionen Bachs mit solistischen Violinen.

### Konzert für mehrere Instrumente und Streicher d-Moll
(Rekonstruktion nach dem Konzert für drei Cembali BWV 1063.) Da keine autographe Partitur vorhanden ist und die drei Sätze des Cembalokonzerts wahrscheinlich nicht von Anfang an zum selben Konzert gehörten, ist eine Rekonstruktion schwierig und bei wissenschaftlichem Anspruch im Grunde nicht möglich. Arnold Schering hatte hier noch als Vorlage ein Konzert für Violine, Flöte und vielleicht Oboe vermutet; neuere Forschung lässt entweder zwei oder drei Violinen als Soloinstrumente als wahrscheinlich erscheinen. Der Mittelsatz gehörte sicher nicht zu diesem ursprünglichen Konzert.

## Weitere Konzerte mit Solovioline

### Brandenburgische Konzerte BWV 1046 bis 1050
Die ersten fünf der sechs Brandenburgischen Konzerte enthalten eine oder mehrere Violinstimmen und auch umfangreiche solistische Aufgaben für diese.

### Tripelkonzert BWV 1044
Als ein weiteres Konzert, das die Violine mit Flöte und Cembalo solistisch einsetzt, sei noch das sogenannte Tripelkonzert genannt. Seine Entstehungszeit war im Jahr 2000 noch nicht zweifelsfrei geklärt.

## Fragmente

### Konzert D-Dur BWV 1045
Dieser Einzelsatz ist nur fragmentarisch überliefert – höchstwahrscheinlich der Einleitungssatz einer geplanten Kirchenkantate, die Bach um 1742 schrieb, aber sehr wahrscheinlich nie fertigstellte. Das erhaltene Fragment stellt eine virtuose Solovioline einem umfangreichen Orchester aus drei Trompeten, Pauken, zwei Oboen und Streichern gegenüber; das Werk könnte möglicherweise zunächst als Satz eines Violinkonzerts mit der üblichen Streicherbesetzung entstanden sein. Dafür spricht, dass die Partien des Soloinstruments und der Streicher Reinschrift sind, die der Bläser Konzeptschrift. Ob das zugrundeliegende Konzert ebenfalls Bach als Autor hat, wurde aus stilistischen Gründen bestritten.

### Satz in B-Dur BWV Anhang 2
Dieses nur sechstaktige Fragment im 6/8-Takt ist die abgebrochene Niederschrift einer Kantate zum 19. Sonntag nach Trinitatis aus der Leipziger Zeit. Die Besetzung umfasst eine Solovioline und vierstimmiges Streichorchester und könnte auf den Mittelsatz eines verschollenen Violinkonzerts zurückgehen; die Ecksätze und damit das gesamte Konzert würden dann möglicherweise in g-Moll gestanden haben. Der Satz ist auch als Kandidat für einen langsamen Satz des Violinkonzerts g-Moll (aus dem das f-Moll-Cembalokonzert BWV 1056 wurde) in die Diskussion gebracht worden.

## Trivia
1937 nahm der Jazzgitarrist Django Reinhardt mit den Geigern Eddie South und Stéphane Grappelli zwei Versionen des ersten Satzes des Doppelkonzerts auf.